# آتلي كومار
آتلي كومار (بالإنجليزية: Atlee)‏ هو كاتب سيناريو ومخرج هندي، ولد في 21 سبتمبر 1983 في مادوراي في الهند.

## وصلات خارجية
- آتلي كومار على موقع IMDb (الإنجليزية)
- آتلي كومار على موقع روتن توميتوز (الإنجليزية)
- آتلي كومار على موقع قاعدة بيانات الفيلم (الإنجليزية)